# Giovanni Stecchina
Giovanni Stecchina (Mossa, agosto 1886 – Gorizia, 1972) è stato un politico italiano.

## Biografia
Nato a Mossa nel 1886, si diplomò al liceo classico di Gorizia e conseguì la laurea in giurisprudenza all'Università di Graz.
Mazziniano e propugnatore dell'idea dell'italianità goriziana, fu fondatore del Circolo popolare di cultura e successivamente di Democrazia Sociale. Malvisto dalle autorità austriache, fu processato a Trieste e condannato. 
Rifugiatosi in Italia, divenne tenente dell'8º Reggimento alpini, rientrando con le truppe italiane a Gorizia nell'agosto 1916.
Dopo la prima guerra mondiale fu fondatore del Partito Repubblicano Italiano a Gorizia. Con l'avvento del fascismo, si ritirò lontano dalla vita politica – la sede del partito repubblicano venne distrutta dai fascisti il 12 dicembre 1920 – ed esercitò la professione di avvocato.
Nel 1944 entrò a fare parte del locale Comitato di liberazione nazionale, finendo per essere imprigionato dalle milizie di Tito per venti giorni nel maggio 1945. In seguito all'ingresso delle truppe anglo-americane, l'8 settembre 1945 fu nominato presidente del comune di Gorizia, svolgendo l'incarico di sindaco della città fino al 13 novembre 1948, quando con le prime elezioni democratiche venne eletto Ferruccio Bernardis della Democrazia Cristiana.  Stecchina ricoprì la carica di assessore nella prima legislatura comunale.